# Klotten
Klotten település Németországban, Rajna-vidék-Pfalz tartományban. Lakosainak száma 1191 fő (2023. december 31.).

## Népesség
A település népességének változása:
| Lakosok száma | 1728 | 1232 | 1234 | 1220 | 1200 | 1191 |
|               | 1975 | 2017 | 2019 | 2021 | 2022 | 2023 |